# Meraud Guevara
Pour les articles homonymes, voir Guevara.
Meraud Michelle Wemyss Guinness, également connue sous le nom de Meraud Guevara, née le 25 juin 1904 à Londres et morte le 6 mai 1993 à Paris 7e, est une artiste peintre, autrice et poétesse anglo-irlandaise.

## Biographie
Meraud Michelle Wemyss Guinness est la fille de Bridget Henrietta Frances et de Benjamin Solomon Guinness. Elle est issue d’une riche famille anglo-irlandaise. Membre de la célèbre famille Guinness, elle est la sœur aînée de Thomas "Loel" Guinness et de Tanis Eva Bulkeley Guinness,.
À l'âge de dix-neuf ans, elle intègre la Slade School of Fine Art de Londres, sous la direction de Henry Tonks. De 1926 à 1927, elle étudie à New York sous la direction du sculpteur américain Alexander Archipenko. Pendant son séjour à New York, elle écrit également pour le magazine Vogue.

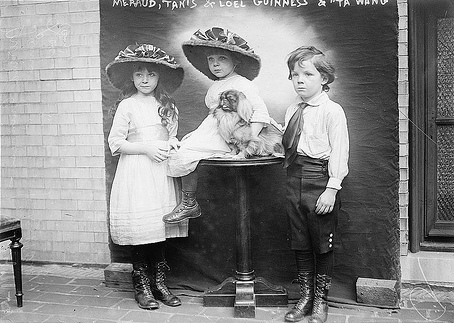
Photographie de Meraud, Tanis et Loel Guinness, années 1910.

Elle s'installe ensuite à Paris, et rejoint l'Académie Julian et à l'Académie de la Grande-Chaumière, afin de suivre l'enseignement du peintre et écrivain français Francis Picabia et du peintre Pierre Tal-Coat. Elle choisit alors d'abandonner son milieu bourgeois pour vivre une vie de bohème, et côtoie les artistes Blaise Cendrars, Jean Cocteau, Peggy Guggenheim ou Marcel Duchamp.
Elle fréquente le peintre anglais Christopher Wood, dont elle représente les tableaux, et pour lequel elle pose. Lorsque sa famille fait échouer leur fugue, elle l'installe à Mougins où elle s'attache à la maison de Francis Picabia.
En 1929, Meraud Guinness se marie avec l’artiste chilien Alvaro Guevara. Elle passe la majeure partie de sa vie en France après son mariage. Ils sont les parents d'une fille, Alladine Guevara née en 1931, et dont on lui retire la garde après sa séparation. Elle déménage alors pour Aix-en-Provence dans une maison sans aucun confort.
Dans les années 1930, Meraud Guevara se lie d'amitié avec Gertrude Stein et les peintres néo-romantiques parisiens. Cependant, elle choisit de se tourner vers le réalisme, reflétant ainsi son amitié et ses préoccupations communes avec le sculpteur Alberto Giacometti ou le peintre breton Pierre Tal-Coat.
Elle continue à peindre jusqu'à ce que sa santé l'en empêche, et décède à Paris, le 6 mai 1993.

## Carrière artistique
Meraud Guevara aime expérimenter différents styles et techniques, dont l’utilisation de collages. Elle mélange notamment des éléments du cubisme et du surréalisme. Elle est à l'origine d'une trentaine de portraits féminins renommés.
En avril 1928, elle écrit la préface du catalogue d'exposition new-yorkaise de Francis Picabia, intitulé Intimate Gallery et, en décembre, le peintre fait de même pour la première exposition personnelle de Meraud Guinness, à la Galerie Van Leer, à Paris,. En 1939, elle expose à la Valentine Gallery de New York.
En 1943, sous l'impulsion de Peggy Guggenheim, ses portraits sont exposés auprès de ceux de Dora Carrington et de Frida Kahlo, dans l'exposition Exhibition by 31 Women à la galerie Art of This Century à New York. Ses œuvres sont présentées dans des expositions et rétrospectives entre Paris, Londres et New York,.
Dans les années 1950, Meraud Guevara expérimente l'abstraction gestuelle sur des panneaux de plâtre, qu'elle expose aux côtés de ses œuvres réalistes antérieures à la Ohana Gallery de Londres en 1959. L'intérêt pour son œuvre est ravivé par une exposition à la Salander Galleries de New York en 1978.